# Арсентьев, Николай Михайлович
Никола́й Миха́йлович Арсе́нтьев (род. 1958) — советский и российский историк, специалист в области экономической истории России XVIII — начала XX веков, член-корреспондент РАН (2008).

## Биография
Родился 15 марта 1958 года в семье работников совхоза «Большевик». Брат Владимир и сестра Зинаида — учителя географии, брат Виктор (род. 1971) — историк.
С отличием окончил Зубово-Полянское педагогическое училище и историко-географический факультет Мордовского государственного университета по специальности «История» (1982).
В 1986 году под руководством профессора А. В. Клеянкина защитил кандидатскую диссертацию «Рабочие приокских металлургических заводов в первой половине XIX в.: к истории формирования пролетариата», а в 1995 году — докторскую «Замосковный горный округ конца XVIII — первой половины XIX в.».
В 1995 году было присвоено учёное звание доцента, а в 1999 году — профессора. 29 мая 2008 года избран членом-корреспондентом РАН по Отделению историко-филологических наук (история России).
С 1996 года — заведующий кафедрой экономической истории и информационных технологий. Директор Историко-социологического института МГУ имени Н. П. Огарёва.

## Научная деятельность
Область научных интересов: экономическая история России конца XVIII — начала XX в.; модели развития российской промышленности в XVIII — начале XX в., эволюция экономической и социальной структуры производства.
Под его руководством защищено 31 кандидатских и 10 докторских диссертации.
Автор более 200 научных и учебно-методических работ, в том числе 20 монографий, 38 учебных и учебно-методических пособий.

### Научно-организационная деятельность
- председатель объединённого совета по защите диссертаций по специальностям «Отечественная история», «Этнография, этнология и антропология»;
- председатель ученого совета Историко-социологического института;
- член ученого совета Мордовского университета;
- сопредседатель Научного совета РАН по российской и мировой экономической истории;
- член президиумов ряда учебно-методических объединений вузов РФ;
- руководитель (основатель) центра по экономической истории Центральной России и Среднего Поволжья;
- соавтор и член научно-редакционного совета линии учебников по истории России для 6-10 классов общеобразовательных организаций, подготовленных в 2015 году издательством «Просвещение» (11 книг общим объёмом 1547 стр.);
- научный редактор 3-томной «Истории Мордовии» и серии школьных учебников и программ «История и культура мордовского края» для 5-9-х классов, учебников — «Основы православной культуры» и «Основы исламской культуры»;
- член главной редакционной коллегии 2-томной энциклопедии «Мордовия».
- главный редактор журнала «Экономическая история»[4].

### Избранные работы
- монография «Во славу России» (Москва, 2002);
- монография «Хрустальные короли России» (Москва, 2003)[5];
- монография «Российские предприниматели Мальцовы» (Саранск, 2006)[6];
- сборник документов и материалов «Металлургическая промышленность России первой половины XIX в.» (Саранск, 2007)[7];
- Экономическая история и современность: к 20-летию Научного совета РАН по проблемам российской и мировой экономической истории. — Саранск, 2009 (в соавт. с Л. И. Бородкиным и В. А. Виноградовым)
- учебники для школ «Основы исламской культуры» и «Основы православной культуры»[8][9];
- Книга «Промышленная Россия первой половины XIX в. Замосковный горный округ в планах и чертежах» (Москва, 2005)[10] — победитель Всероссийского конкурса «Книга года», награждена дипломом и памятной золотой медалью «Европейское качество»

## Награды
- Заслуженный деятель науки Республики Мордовия (2001);
- Почётный работник высшей школы РФ (2006);
- лауреат Огаревской премии (1995);
- лауреат Государственной премии Республики Мордовия (2008), премии Главы Республики Мордовия (2014);
- Почётная грамота Президента Российской Федерации (5 февраля 2024 года) — за заслуги в развитии отечественной науки, многолетнюю плодотворную деятельность и в связи с 300-летием со дня основания Российской академии наук[11].